# Кальдас (Бояка)
Ка́льдас (исп. Caldas) — город и муниципалитет в центральной части Колумбии, на территории департамента Бояка. Входит в состав Западной провинции.

## История
Муниципалитет Кальдас был выделен в отдельную административную единицу в 1837 году.

## Географическое положение

Муниципалитет Кальдас

Город расположен в западной части департамента, в гористой местности Восточной Кордильеры, на расстоянии приблизительно 54 километров к западу от города Тунха, административного центра департамента. Абсолютная высота — 2812 метров над уровнем моря.
Муниципалитет Кальдас граничит на западе с территориями муниципалитетов и Пауна, Марипи и Буэнависта, на севере — с муниципалитетом Брисеньо, на востоке — с муниципалитетом Чикинкира, на юге — с территорией департамента Кундинамарка. Площадь муниципалитета составляет 88 км².

## Население
По данным Национального административного департамента статистики Колумбии, совокупная численность населения города и муниципалитета в 2015 году составляла 3638 человек.
Динамика численности населения муниципалитета по годам:
| 2005 | 2006 | 2007 | 2008 | 2009 | 2010 | 2011 | 2012 | 2013 | 2014 | 2015 |
| ---- | ---- | ---- | ---- | ---- | ---- | ---- | ---- | ---- | ---- | ---- |
| 4050 | 4015 | 3969 | 3933 | 3894 | 3857 | 3807 | 3770 | 3724 | 3679 | 3638 |

Согласно данным переписи 2005 года мужчины составляли 50,5 % от населения Кальдаса, женщины — соответственно 49,5 %. В расовом отношении белые и метисы составляли 100 % от населения города.
Уровень грамотности среди всего населения составлял 87 %.

## Экономика
Основу экономики Кальдаса составляет сельское хозяйство.

57,5 % от общего числа городских и муниципальных предприятий составляют предприятия торговой сферы, 40,2 % — предприятия сферы обслуживания, 1,1 % — промышленные предприятия, 1,2 % — предприятия иных отраслей экономики.